# جمال شقير
جمال شقير ممثل سوري 

## عن حياته
خريج المعهد العالي للفنون المسرحية نال أول دور تلفزيوني له في مسلسل ربيع قرطبة رفقة المخرج حاتم علي عام 2003 ويعد أيضا أحد الممثلين الشباب البارزين في المسرح السوري

## من  أعماله

### المسلسلات
- الندم
- شهر زمان
- بانتظار الياسمين
- دنيا
- حارة ع الهوا
- حلاوة الروح
- حدود شقيقة
- دقيقة صمت
- القعقاع بن عمرو التميمي
- التغريبة الفلسطينية
- أحلام كبيرة
- ربيع قرطبة
- ملوك الطوائف
- صراع على الرمال
- الدوامة
- بقعة ضوء عدة أجزاء
- الخبز الحرام

## روابط خارجية
- جمال شقير على موقع قاعدة بيانات الأفلام العربية